# مطار القريات المحلي
مطار القريات المحلي (إياتا: URY، إيكاو: OEGT) هو مطار محلي يبعد عن مدينة القريات إحدى مدن منطقة الجوف شمال السعودية حوالي 10 كم في الاتجاه الشمالي، وافتُتِح عام 1986 وشهد ثلاث مراحل من التطور، وشيد على أحدث التصاميم والهندسة المعمارية، ويخدم المطار مدينة القريات والقرى والمراكز التابعة لها.

## خطوط وشركات الطيران
- الخطوط الجوية العربية السعودية (جدة، الرياض)
- نسما للطيران (حائل)